# Орлець

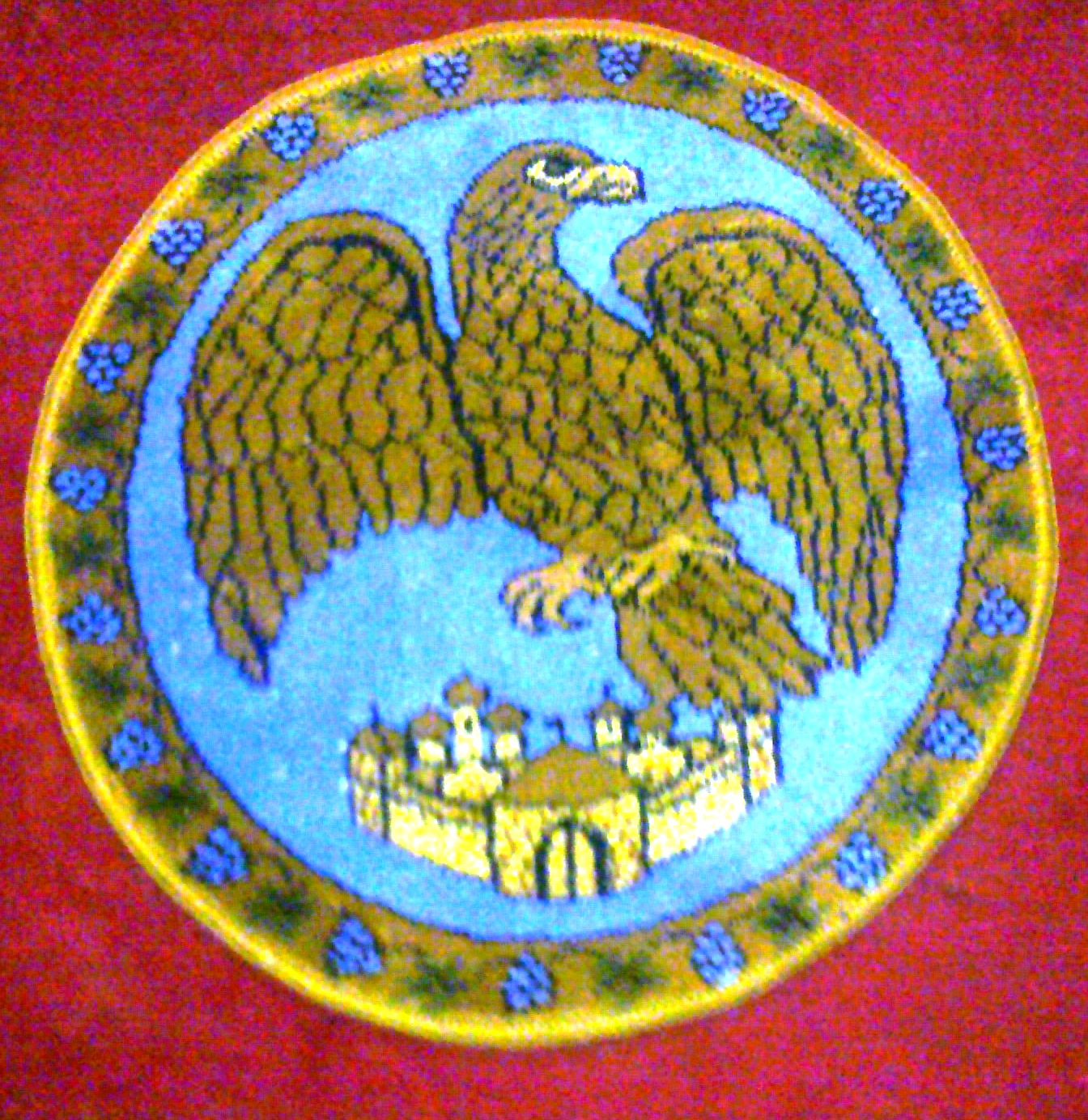
Орлець

Орлець (килим Орла) — у православній та греко-католицькій церквах ознака достоїнства єпископа, невеликий круглий килим, на якому зображений орел, котрий летить над містом. Його стелять під ноги ієрарха в кожному місці, де він перебуває в церкві.
Орел є символом високого покликання єпископа, який своїм життям і повчанням підноситься понад усе земне і вказує шлях до небесних висот. Таким чином, орлець символізує місіонерські й пастирські повноваження єпископа над його паствою.
Цей давній символ виник у Візантії ще у ХІІІ сторіччі. Тоді на ньому міг стояти лише візантійський імператор-басилевс. Пізніше цей привілей поширили на всіх єпископів.